# یوشینوری سنبیکی
یوشینوری سنبیکی (ژاپنی: 千疋 美徳؛ زادهٔ ۵ ژانویهٔ ۱۹۶۴) یک بازیکن فوتبال اهل ژاپن است.
یوشینوری سنبیکی در تیم‌هایی همچون باشگاه فوتبال ساگان توسو مربی‌گری کرده‌است.